# Oude Broekpolder (onder Naaldwijk)
De Oude Broekpolder is een polder en voormalig waterschap in de gemeenten Naaldwijk en Wateringen, in de Nederlandse provincie Zuid-Holland.
Het waterschap was verantwoordelijk voor de drooglegging en de waterhuishouding in de polders.
De Oude Broekpolder is grotendeels bebouwd met kassen. In het zuidwesten grenst de polder aan de Nieuwe Broekpolder.